# Меланхолія

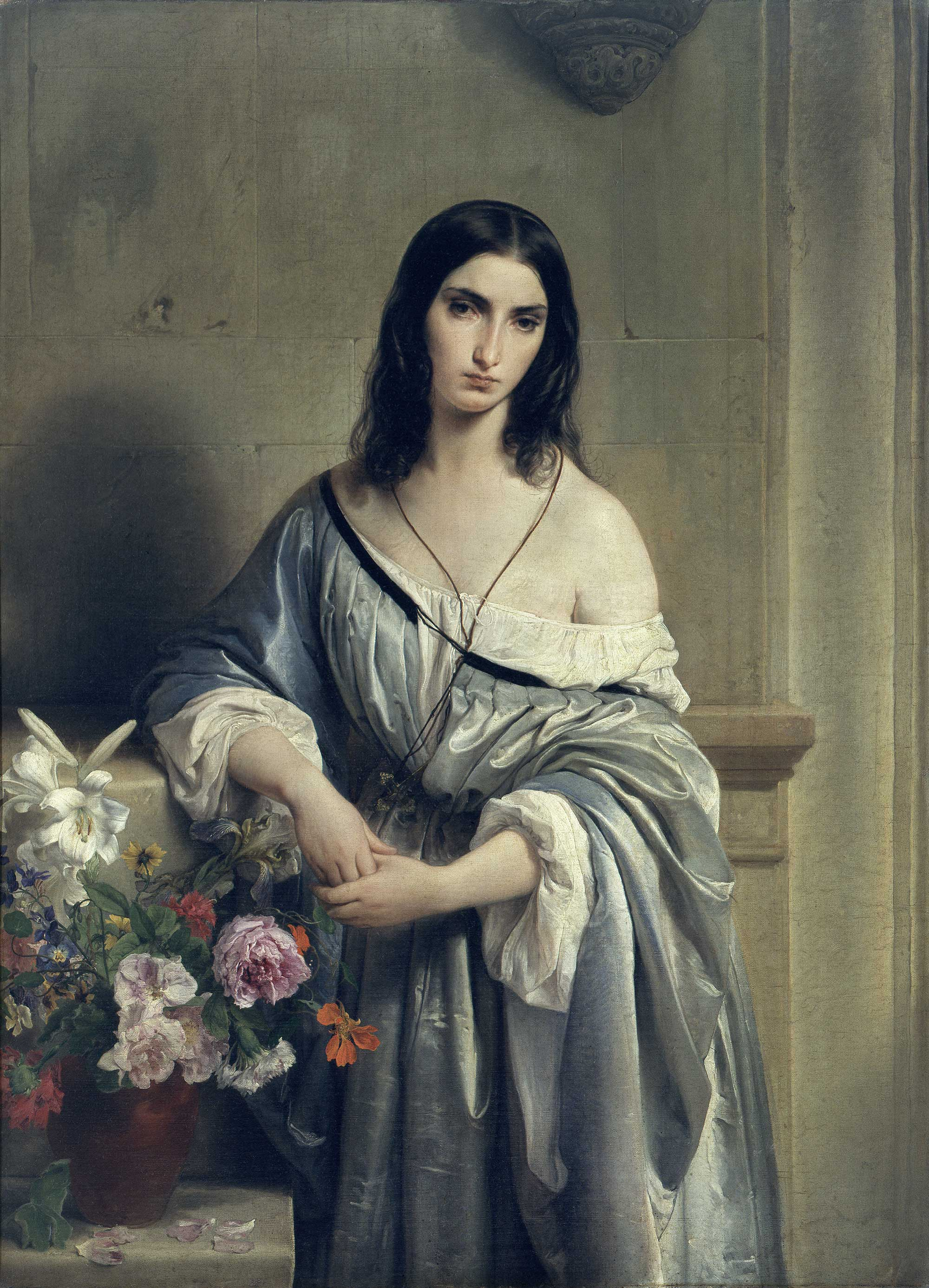
Франческо Гаєс, Меланхолія (1840-1841)

Меланхолія — це загальне почуття смутку, яке вважається характерним для певного темпераменту або визначається обставинами, часто притаманне для романтичного, інтимного світогляду. У психології та психіатрії термін вживався на позначення зниження настрою при депресивних синдромах, включаючи важкі, а нерідко ототожнювався з ними.

## Походження терміна
Слово походить від латинського melancholia, яке, своєю чергою, походить від грецького melancholia, сполуки mélas, mélanos (чорний) і cholé (жовч), звідси «чорна жовч», один з чотирьох гуморів (рідин), від поєднання яких, згідно з грецькою та римською медициною, залежить характер і настрій людини.
Дійсно, стародавні греки, починаючи з Гіппократа, вважали, що характер людини й, відповідно, її поведінка є результатом різних комбінацій чотирьох основних гуморів, а саме: чорної жовчі, жовтої жовчі, флегми й, нарешті, крові (червоний гумор). Крім того, стародавні індоєвропейські народи пов'язували чотири гумори з циклами творення, наприклад, зі зміною пір року.
Ці «гумори», тобто рідини (від грецького ygrós — «вологий, мокрий»), саме як наслідок давніх вірувань, означають «настрої» і від них етимологічно походять «меланхолійний», «флегматичний», «сангвінічний» і, нарешті, «холеричний» настрої. Отже, сам по собі кожен з чотирьох гуморів не є хворобою, але дисбаланс між ними може стати її причиною, що призводить до смерті.
Меланхолійний характер асоціювався з холодним і сухим кліматом, осінню, а його стихією була земля. Медицина Гіппократа проіснувала в Європі до 19 століття, тоді як сучасна теорія характерів і темпераментів Карла Ґустава Юнга датується початком ХХ століття.

## Меланхоліка та романтика
У минулому меланхолійний настрій вважався ознакою особливої чутливості, іноді асоціювався з weltschmerz («незадоволеністю»), ностальгією за ідеалізованим минулим і sehnsucht («болісною тугою») романтичного руху, а також із кровожерливістю. Похідні від хиткого відчуття літератури бароко та жалю за античною епохою неокласицизму, романтики, з усім тим, виводили з цього своєрідне особисте самозадоволення, як у віршах преромантичного поета Іпполіто Піндемонте, де меланхолійна тенденція розглядається як форма піднесеного характеру, ніжного смутку, або у Вітторіо Альф'єрі з його «сильним почуттям» меланхолійної та титанічної натури водночас.

## Меланхолія як манія

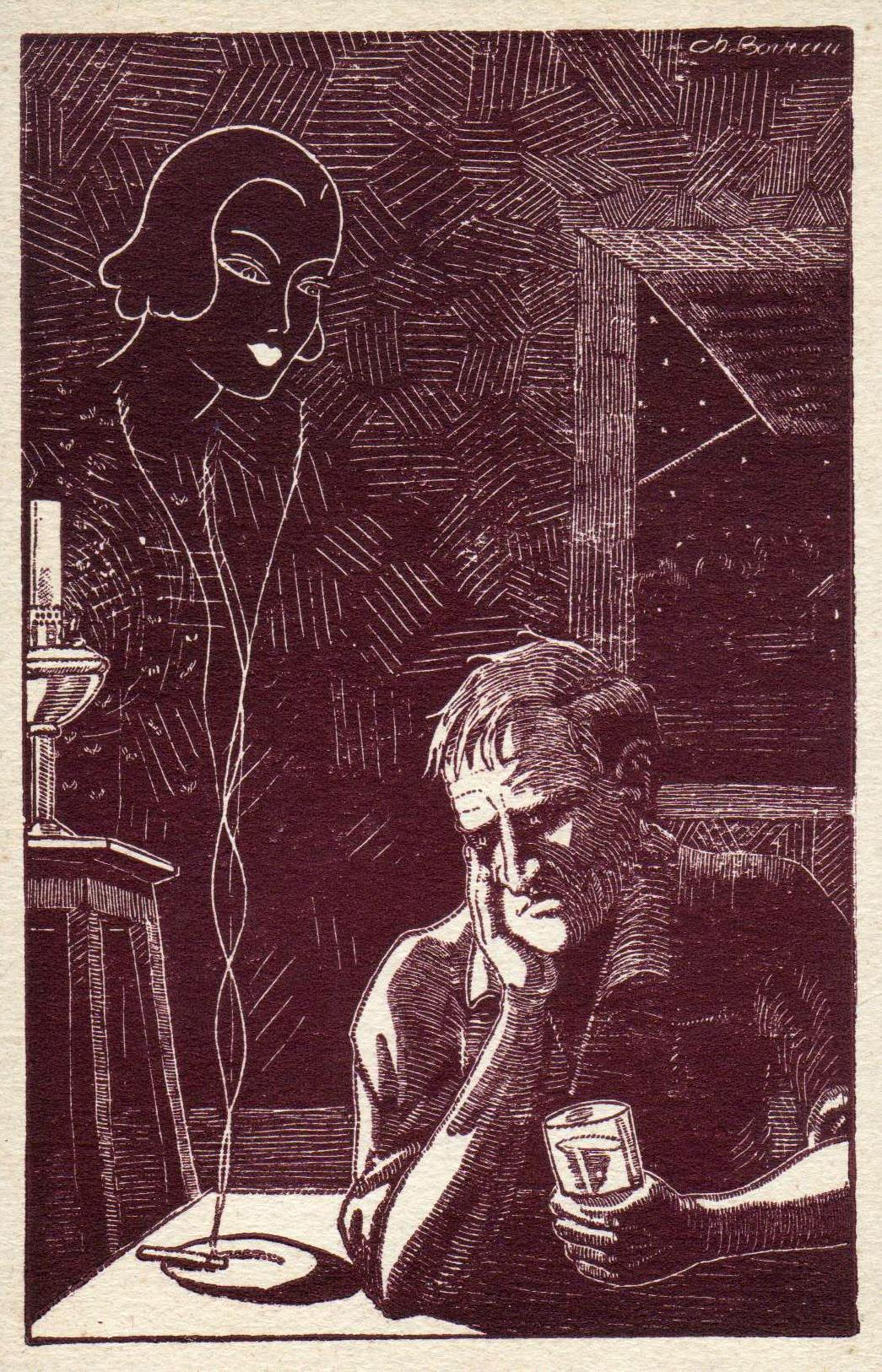
Буаро, Меланхолія (1915)

Якщо сьогодні термін «меланхолія» несе незгладимий відтінок нерухомого і безсилого смутку, то для стародавніх греків він не мав такого значення. Так, Аристотель у «Проблемах» (дав.-гр. Προβλήματα) включає до числа меланхолійних персонажів, які аж ніяк не були спокійними: Аякса Теламонія, який покінчив життя самогубством у припадку божевілля; Геракла, грізного героя, який впав у шаленство, вбиваючи власних дітей. Одразу впадає в око те, що подібні пориви божевілля зовсім не схожі на поведінку, яку ми б назвали меланхолійною, а скоріше маніакальною.
Зв'язок між біполярною манією та меланхолією, попри його проблематичність, визнавав і Фрейд, і передусім Бінсвангер (онук Отто Бінсвангера, одного з лікарів Фрідріха Ніцше, відомого меланхоліка з маніакальними нападами). Цей зв'язок був добре засвідчений ще до 19 століття, як видно з докторської дисертації Мішеля Фуко. Таким чином, меланхолія — це не пристрасть безвиході та безсилля, а рефлексивна ситуація, яка слідує за дією, чорний гумор, який є умовою можливості для всіх видів дії. Можна навіть сказати, що меланхолійний темперамент був необхідний, щоб мати можливість здійснювати вчинки, гідні того, щоб їх запам'ятали. З іншого боку, для стародавніх греків зразковість вчинку полягала в тому, що його запам'ятовували, незалежно від його фактичного змісту.

## Характеристики
Меланхолія — це різновид глибинного смутку, іноді несвідомого, який спонукає людину жити пасивно, безініціативно, пристосовуючись до зовнішніх подій з переконанням, що вони його не зачіпають або що вона не може відігравати в них жодної ролі.
Її можна визначити як тугу в глибині душі за чимось, за людиною, яку ніколи не зустрічали, або за коханням, якого ніколи не мали, але за яким болісно сумуєш або якому не відчуваєш себе рівним (як романтичне sehnsucht). Меланхолія проявляється у виразі обличчя та лінивому ставленні, які часто характеризують все існування людини.
Меланхолік часто схильний до того, щоб виключити себе з соціального життя, розірвати емоційні зв'язки (наприклад, дружбу), а потім, коли меланхолійний стан стає більш прихованим, налагодити стосунки, що похитнулися. Це, таким чином, безперервний стан швидкоплинності й внутрішнього неспокою, який змушує суб'єкта, серед іншого, заперечувати плин часу, звертаючись з тугою до ідилічного минулого або майбутнього, поза часом, яке, однак, вважається неможливим встановити в сьогоденні.
У психоаналізі меланхолія набуває значення жалоби, головним чином, коли йдеться про нарцисично інвестований об'єкт, тобто коли йдеться про пристрасну інвестицію в об'єкт, який можна простежити до власних характеристик або атрибутів людини. Таким чином, у меланхолії при втраті саме его відчуває себе спустошеним, а не зовнішня реальність, як це відбувається в траурі. Частина его, яка ототожнюється з втраченим об'єктом, розщеплюється і встановлюється внутрішня динаміка, яка породжує гнів на цю втрату, яку суперего не приймає і дає вихід, нападаючи на его. Це призводить до самозвинувачень, характерних для меланхолії.